# Neckera pusilla
Neckera pusilla är en bladmossart som beskrevs av Mitten 1891. Neckera pusilla ingår i släktet fjädermossor, och familjen Neckeraceae. Inga underarter finns listade i Catalogue of Life.